# Faded (Cascada-dal)
A Faded a Cascada negyedik kislemeze az Amerikában megjelent Perfect Day című albumról.

## Dallista
USA
1. Faded (Album Version) – 2:50
2. Faded (Dave Ramone Electro Club Edit) – 2:57
3. Faded (Wideboys Electro Radio Edit) – 2:36
4. Faded (Dave Ramone Pop Radio Mix) – 2:54
5. Faded (Album Extended Version) – 4:26
6. Faded (Dave Ramone Electro Club Extended) – 6:25
7. Faded (Wideboys Electro Club Mix) – 6:07
8. Faded (Dave Ramone Pop Extended Mix) – 5:51
9. Faded (Lior Magal Remix) – 5:27
10. Faded (Giuseppe D’s Dark Fader Club Mix) – 7:20

Európa
1. Faded (Radio Edit) – 2:48
2. Faded (Wideboys Radio Edit) – 2:36
3. Faded (Extended Mix) – 4:24
4. Faded (Dave Ramone Remix) – 5:48